# Calyptophyllum browni
Calyptophyllum browni är en mångfotingart som beskrevs av Kraus 1959. Calyptophyllum browni ingår i släktet Calyptophyllum och familjen kejsardubbelfotingar. Inga underarter finns listade i Catalogue of Life.